# Matavera Field
Matavera Field – stadion piłkarski w Matavera na Wyspach Cooka. Swoje mecze rozgrywa na nim drużyna piłkarska Matavera FC. Stadion może pomieścić 1000 widzów.